# Slovenske gorice
Slovenske gorice so gričevje v severovzhodni Sloveniji in so s površino okrog 1017 km2 največje slovensko gričevje. Ležijo v severovzhodni Sloveniji in se geografsko delijo na Zahodne Slovenske gorice in Ljutomersko-Ormoške Slovenske gorice (imenovane tudi Prlekija ali Vzhodne Slovenske gorice). Vrhovi gričevja segajo do 300 ali 400 mnm. Slovenske gorice na vzhodu in severu mejijo na reko Muro, na severozahodu na Apaško polje, na zahodu na reko Dravo, na jugu segajo do meje s Hrvaško. Za regijo je značilno subpanonsko podnebje z izrazitim toplotnim obratom, povprečna količina letnih padavin znaša 1000 mm/m2. Po podatkih iz leta 1991 je na območju Slovenskih goric živelo 92.320 prebivalcev, za širše območje pa je značilno odseljevanje. 